# Seznam jednotek sboru dobrovolných hasičů v Brně

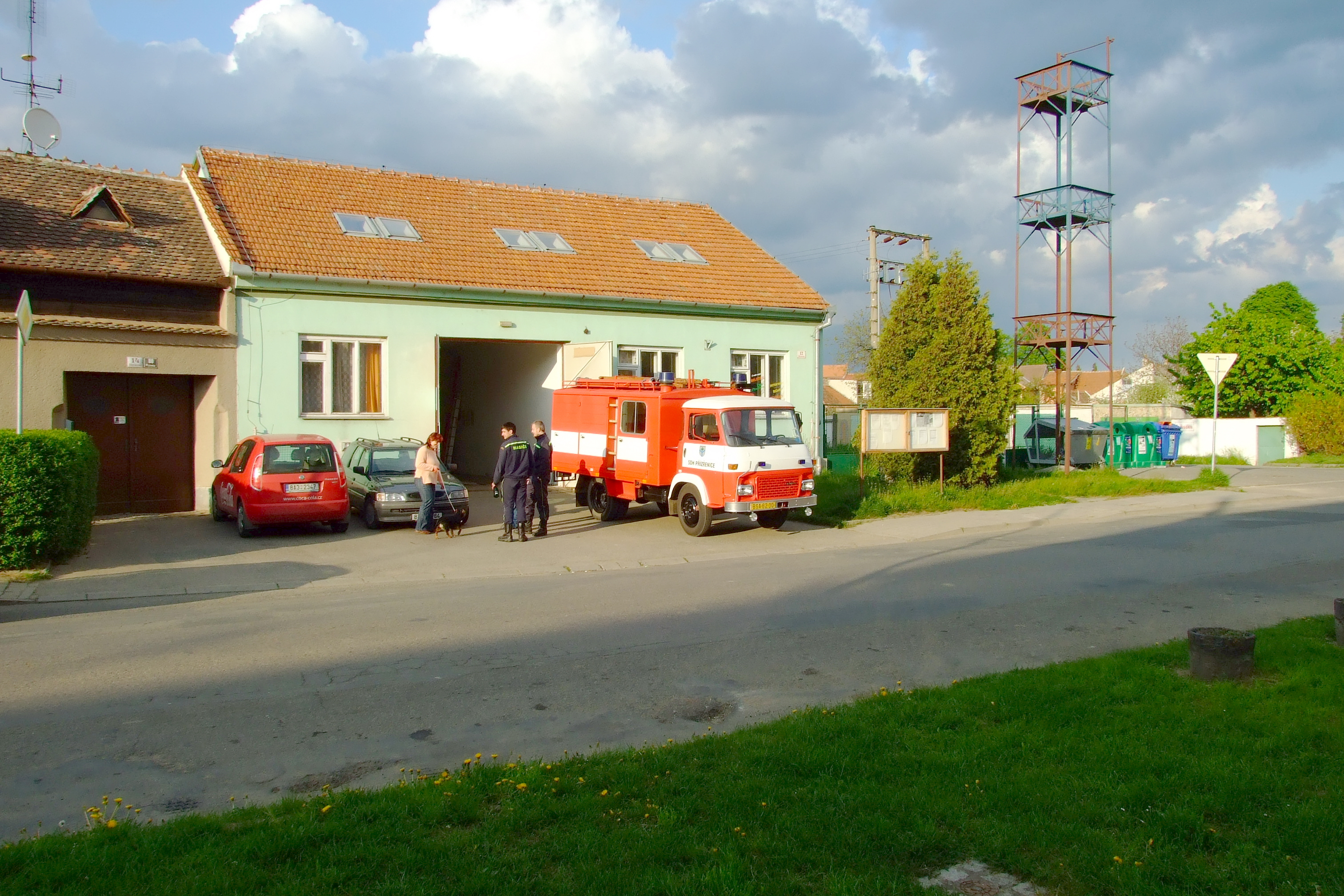
Požární zbrojnice a vůz Sboru dobrovolných hasičů Přízřenice

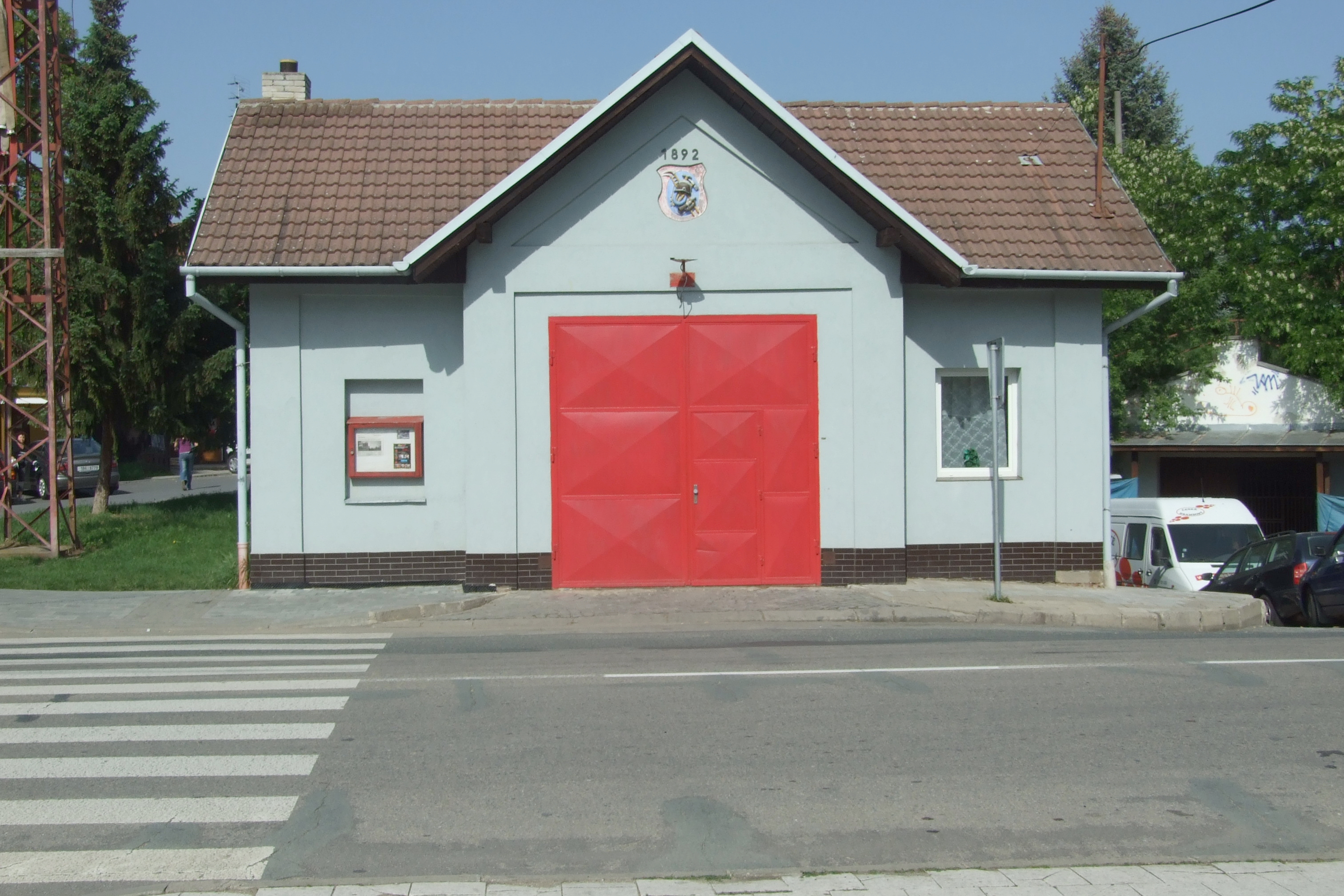
Požární zbrojnice v Chrlicích

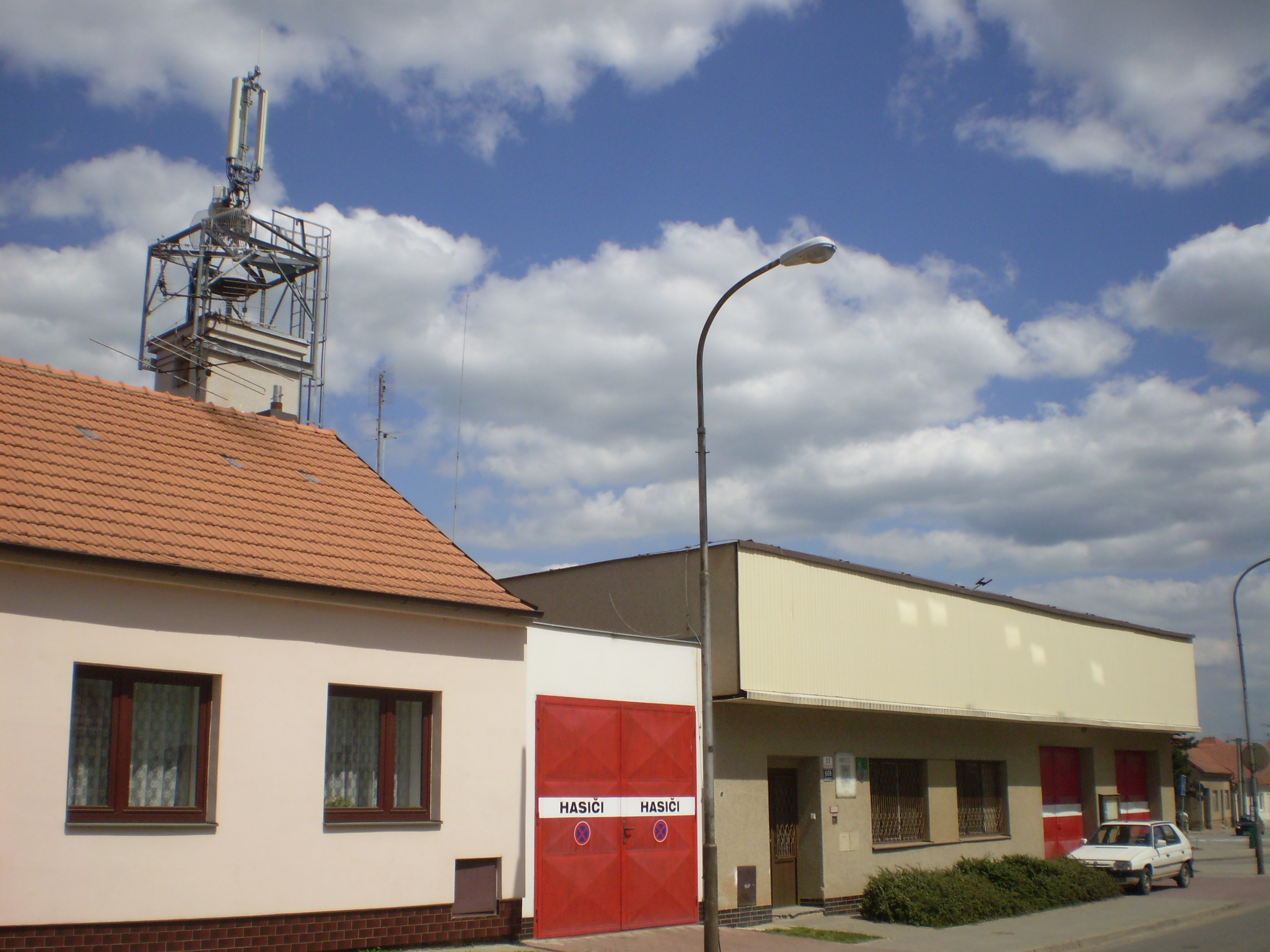
Brno-Žebětín, požární zbrojnice

Jednotku sboru dobrovolných hasičů obce jsou obce povinny zřizovat podle § 68 zákona č. 133/1985 Sb., o požární ochraně,
Své sbory dobrovolných hasičů zřizují též některé průmyslové, dopravní a jiné firmy.
Většina sborů má ve svém názvu buď celá slova Sbor dobrovolných hasičů nebo jen zkratku SDH, některé sbory však mají názvy tvořené jinak.
Sbory dobrovolných hasičů zastřešuje Sdružení hasičů Čech, Moravy a Slezska (SH ČMS) a Moravská hasičská jednota (MHJ).

## Seznam

### Jednotky kategorie III
- 622 101 III/1 JSDH Brno-Bohunice
- 622 108 III/1 JSDH Brno-Husovice
- 622 104 III/1 JSDH Brno-Komín
- 622 109 III/1 JSDH Brno-Obřany
- 622 110 III/1 JSDH Brno-Soběšice
- 622 111 III/1 JSDH Brno-Židenice
- 622 112 III/1 JSDH Brno-Slatina
- 622 117 III/1 JSDH Brno-Holásky
- 622 116 III/2 JSDH Brno-Chrlice
- 622 106 III/1 JSDH Brno-Žebětín

### Jednotky kategorie V
- 622 119 V JSDH Brno-Brněnské Ivanovice
- 622 114 V JSDH Brno-Černovice
- 622 125 V JSDH Brno-Jehnice
- 622 105 V JSDH Brno-Jundrov
- 622 026 V JSDH Brno-Královo Pole
- 622 124 V JSDH Brno-Ořešín
- 622 115 V JSDH Brno-Přízřenice
- 622 103 V JSDH Brno-Starý Lískovec
- 622 123 V JSDH Brno-Útěchov

### Jednotky kategorie VI (podnikové)
- 622 801 VI JSDHp Teplárny Brno